# 閘北水廠

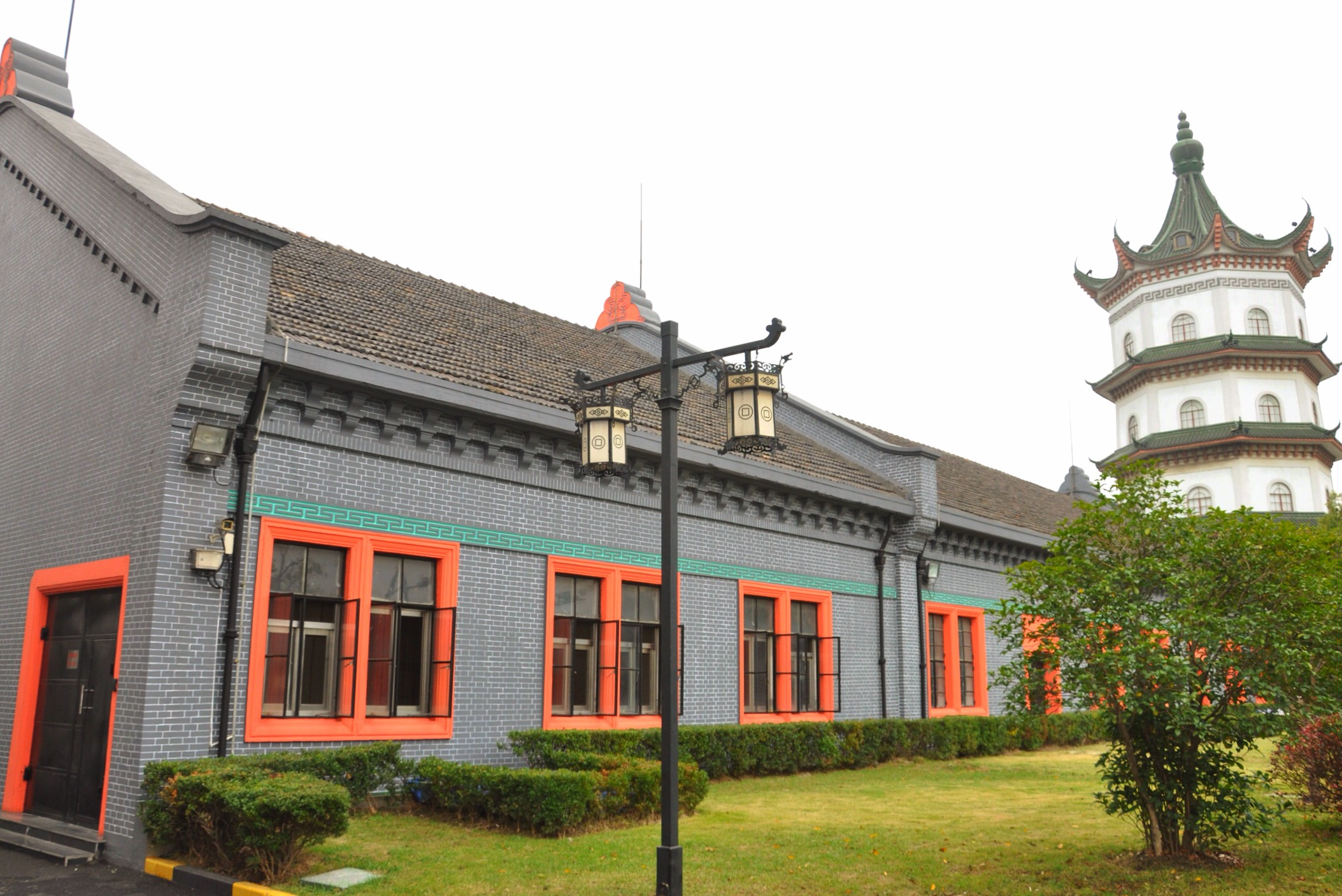
闸北水厂

閘北水廠，是上海市的自來水廠之一，位於楊浦區閘殷路65號。閘北水廠設立於1910年，於1926年搬遷至現址，其舊辦公大樓、水塔、出水泵房是楊浦區文物保護單位。現在閘北水廠的水源是陳行水庫。2023年12月28日，闸北水厂改建工程开工。

## 參见
- 杨树浦水厂